# Ophryops pallidus
Ophryops pallidus är en skalbaggsart som beskrevs av White 1846. Ophryops pallidus ingår i släktet Ophryops och familjen långhorningar. Inga underarter finns listade i Catalogue of Life.